# Loma de Buenavista, delstaten Mexiko
Loma de Buenavista är en ort i kommunen Morelos i delstaten Mexiko i Mexiko. Samhället hade 980 invånare vid folkräkningen år 2020.